# Салахеддін Бассір
Салахеддін Бассір (араб. صلاح الدين بصير‎, нар. 5 вересня 1972, Касабланка) — марокканський футболіст, що грав на позиції нападника.
Виступав, зокрема, за «Депортіво» та «Лілль», а також національну збірну Марокко, у складі якої був учасником чемпіонату світу, олімпійських ігор і трьох Кубків африканських націй.

## Клубна кар'єра
Народився 5 вересня 1972 року в місті Касабланка. Вихованець футбольної школи клубу «Раджа» з рідного міста. Дорослу футбольну кар'єру розпочав 1991 року в основній команді того ж клубу, в якій провів п'ять сезонів, взявши участь у 97 матчах чемпіонату.
У 1995 році він перейшов в саудівський «Аль-Гіляль», а через два роки — в іспанське «Депортіво» з Ла-Коруньї, де став виступати зі своїми співвітчизниками Нуреддіном Найбетом та Мустафою Хаджі. 6 вересня 1997 року марокканець дебютував в іспанській Прімері, вийшовши на заміну в домашньому поєдинку проти «Мальорки». 22 березня 1998 року марокканець забив свій перший гол в рамках Ла Ліги, відзначившись у домашній грі з «Реалом Сарагосою». В останньому турі Прімери 1997/98 Бассір зробив дубль у ворота хіхонського «Спортінга». Загалом же у дебютному сезоні Салахеддін зіграв у 21 матчі чемпіонату, забивши 5 голів, на рівних конкуруючи з уругвайцем Себастьяном Абреу та бразильцем Луїзао. Втім у наступному сезоні, з приходом португальця Паулети і аргентинця Хосе Оскара Флореса програв конкуренцію і не забив жодного гола у 15 матчах чемпіонату, після чого за наступні два сезони взагалі не зіграв жодної гри у Ла Лізі, в тому числі і у чемпіонському сезоні 1999/00.
Протягом сезону 2001/02 захищав кольори французького «Лілля», у складі якого так і не зумів забити жодного гола у Лізі 1, втім встиг забити по одному разу у матчах проти «Олімпіакоса» в Лізі чемпіонів і дортмундської «Боруссії» в Кубку УЄФА. В результаті по завершенню сезону марокканець перейшов у грецький «Аріс», де, втім, також не став основним форвардом, забивши лише один гол у чемпіонаті.
Після цього Бассір повернувся в «Раджу», де і завершив свою кар'єру у 2005 році.

## Виступи за збірну
7 листопада 1994 року дебютував в офіційних матчах у складі національної збірної Марокко в товариській грі проти Камеруну (1:1).
Першим великим турніром для Бассіра став Кубок африканських націй 1998 року у Буркіна Фасо, де провів лише один матч групового етапу з Замбією, а збірна вилетіла у чвертьфіналі. Влітку того ж року поїхав і на чемпіонату світу 1998 року у Франції, де зіграв у всіх трьох іграх своєї команди на турнірі: з Норвегією (2:2), Бразилією (0:3) і Шотландією (3:0). У матчі з шотландцями він відзначився дублем, втім цей не дозволило африканцям вийти з групи, оскільки у паралельному матчі норвежці сенсаційно обіграли бразильців і стали другими.
В подальшому у складі збірної був учасником Кубка африканських націй 2000 року у Гані та Нігерії і Кубка африканських націй 2002 року у Малі. На кожному з турнірів Бассір був основним гравцем, зігравши по три гри, втім в обох випадках марокканці ставали лише третіми і угрупі і не виходили в плей-оф. Між цими розіграшами Салахеддін влітку 2000 року у складі олімпійської збірної Марокко був учасником футбольного турніру Олімпійських ігор в Сіднеї, на якому його збірна теж не подолала груповий етап.
Всього протягом кар'єри у національній команді, яка тривала дев'ять років, провів у формі головної команди країни 59 матчів, забивши 25 голів.

## Подальше життя
По завершенні своєї кар'єри Бассір відкрив кав'ярню «Амістад» в Касабланці. Він також пробував грати у пляжний футбол і був членом журі шоу «Al Kadam Dahabi», марокканського телевізійного реаліті-шоу, метою якого був пошук нових талантів у марокканському футболі.

## Статистика

### Збірна
| №  | Дата       | Матч                   | Місце        | Рахунок        | Змагання               | Голів |
| 1  | 07/11/1994 | Марокко-Камерун        | Касабланка   | 1-1            | Товариський матч       | --    |
| 2  | 15/11/1995 | Марокко-Малі           | Рабат        | 2-0            | Товариський матч       | --    |
| 3  | 03/01/1996 | Марокко-Туніс          | Рабат        | 3-1            | Товариський матч       | 1     |
| 4  | 17/01/1996 | Вірменія-Марокко       | Вітроль      | 0-6            | Товариський матч       | 1     |
| 5  | 07/02/1996 | Марокко-Люксембург     | Рабат        | 2-0            | Товариський матч       | --    |
| 6  | 20/03/1996 | Єгипет-Марокко         | Дубай        | 0-2            | Турнір ОАЕ             | --    |
| 7  | 23/03/1996 | Південна Корея-Марокко | Дубай        | 2-2            | Турнір ОАЕ             | --    |
| 8  | 26/03/1996 | ОАЕ-Марокко            | Дубай        | 1-0            | Турнір ОАЕ             | --    |
| 9  | 06/10/1996 | Єгипет-Марокко         | Каїр         | 1-1            | Кваліфікація КАН-1998  | 1     |
| 10 | 11/12/1996 | Марокко-Хорватія       | Касабланка   | 2-2 (6-7 пен.) | Кубок Хассана II       | 1     |
| 11 | 12/12/1996 | Марокко-Нігерія        | Касабланка   | 2-0            | Кубок Хассана II       | 1     |
| 12 | 12/01/1997 | Гана-Марокко           | Кумасі       | 2-2            | Кваліфікація ЧС-1998   | 1     |
| 13 | 06/04/1997 | Габон-Марокко          | Лібревіль    | 0-4            | Кваліфікація ЧС-1998   | 2     |
| 14 | 26/04/1997 | С'єрра-Леоне-Марокко   | Фрітаун      | 0-1            | Кваліфікація ЧС-1998   | 1     |
| 15 | 07/06/1997 | Марокко-Гана           | Касабланка   | 1-0            | Кваліфікація ЧС-1998   | --    |
| 16 | 21/06/1997 | Марокко-Єгипет         | Рабат        | 1-0            | Кваліфікація КАН-1998  | 1     |
| 17 | 13/07/1997 | Ефіопія-Марокко        | Аддіс-Абеба  | 0-1            | Кваліфікація КАН-1998  | 1     |
| 18 | 27/07/1997 | Марокко-Сенегал        | Рабат        | 3-0            | Кваліфікація КАН-1998  | 2     |
| 19 | 16/08/1997 | Марокко-Габон          | Касабланка   | 2-0            | Кваліфікація ЧС-1998   | --    |
| 20 | 05/02/1998 | Марокко-Нігер          | Марракеш     | 3-0            | Товариський матч       | 1     |
| 21 | 09/02/1998 | Замбія-Марокко         | Бобо-Діуласо | 1-1            | КАН-1998               | --    |
| 22 | 22/04/1998 | Болгарія-Марокко       | Софія        | 2-1            | Товариський матч       | 1     |
| 23 | 27/05/1998 | Марокко-Англія         | Касабланка   | 0-1            | Кубок Хассана II       | --    |
| 24 | 29/05/1998 | Марокко-Франція        | Касабланка   | 2-2(6-5p)      | Кубок Хассана II       | 2     |
| 25 | 04/06/1998 | Марокко-Чилі           | Авіньйон     | 1-1            | Товариський матч       | --    |
| 26 | 10/06/1998 | Норвегія-Марокко       | Монпельє     | 2-2            | ЧС-1998                | --    |
| 27 | 16/06/1998 | Бразилія-Марокко       | Нант         | 3-0            | ЧС-1998                | --    |
| 28 | 23/06/1998 | Шотландія-Марокко      | Сент-Етьєн   | 0-3            | ЧС-1998                | 2     |
| 29 | 02/09/1998 | Марокко-Сенегал        | Танжер       | 2-0            | Товариський матч       | 1     |
| 30 | 03/10/1998 | Марокко-С'єрра-Леоне   | Касабланка   | 3-0            | Кваліфікація КАН-2000  | 1     |
| 31 | 23/12/1998 | Марокко-Болгарія       | Агадір       | 4-1            | Товариський матч       | 1     |
| 32 | 20/01/1999 | Франція-Марокко        | Марсель      | 1-0            | Товариський матч       | --    |
| 33 | 24/01/1999 | Гвінея-Марокко         | Камсар       | 1-1            | Кваліфікація КАН-2000  | --    |
| 34 | 28/02/1999 | Того-Марокко           | Ломе         | 2-3            | Кваліфікація КАН-2000  | --    |
| 35 | 10/04/1999 | Марокко-Того           | Касабланка   | 1-1            | Кваліфікація КАН-2000  | --    |
| 36 | 28/04/1999 | Нідерланди-Марокко     | Арнем        | 1-2            | Товариський матч       | 1     |
| 37 | 05/06/1999 | Марокко-Гвінея         | Рабат        | 1-0            | Кваліфікація КАН-2000  | --    |
| 38 | 17/11/1999 | Марокко-США            | Марракеш     | 2-1            | Товариський матч       | --    |
| 39 | 25/01/2000 | Конго-Марокко          | Лагос        | 0-1            | КАН-2000               | 1     |
| 40 | 29/01/2000 | Туніс-Марокко          | Лагос        | 0-0            | КАН-2000               | --    |
| 41 | 03/02/2000 | Нігерія-Марокко        | Лагос        | 2-0            | КАН-2000               | --    |
| 42 | 04/06/2000 | Марокко-Ямайка         | Касабланка   | 1-0            | Кубок Хассана II       | --    |
| 43 | 06/06/2000 | Марокко-Франція        | Касабланка   | 1-5            | Фінал Кубка Хассана II | --    |
| 44 | 17/06/2000 | Намібія-Марокко        | Віндгук      | 0-0            | Кваліфікація КАН-2002  | --    |
| 45 | 09/07/2000 | Марокко-Алжир          | Фес          | 2-1            | Кваліфікація КАН-2002  | --    |
| 46 | 08/10/2000 | Марокко-Кенія          | Касабланка   | 1-0            | Кваліфікація КАН-2002  | --    |
| 47 | 08/02/2001 | Марокко-Південна Корея | Дубай        | 1-1            | Турнір ОАЕ             | --    |
| 48 | 11/02/2001 | Марокко-Данія          | Дубай        | 4-2            | Турнір ОАЕ             | 2     |
| 49 | 02/06/2001 | Кенія-Марокко          | Найробі      | 1-1            | Кваліфікація КАН-2002  | 1     |
| 50 | 16/06/2001 | Марокко-Габон          | Фес          | 0-1            | Кваліфікація КАН-2002  | --    |
| 51 | 30.06.2001 | Марокко-Єгипет         | Рабат        | 1-0            | Кваліфікація КАН-2002  | --    |
| 52 | 14/07/2001 | Сенегал-Марокко        | Дакар        | 1-0            | Кваліфікація КАН-2002  | --    |
| 53 | 05/09/2001 | Італія-Марокко         | П'яченца     | 1-0            | Товариський матч       | --    |
| 54 | 14/11/2001 | Марокко-Замбія         | Рабат        | 1-0            | Товариський матч       | --    |
| 55 | 12/12/2001 | Марокко-Малі           | Сеттат       | 1-1            | Товариський матч       | --    |
| 56 | 13/01/2002 | Марокко-Гвінея         | Рабат        | 2-1            | Товариський матч       | --    |
| 57 | 21/01/2002 | Гана-Марокко           | Сегу         | 0-0            | КАН-2002               | --    |
| 58 | 26/01/2002 | Буркіна-Фасо-Марокко   | Сегу         | 1-2            | КАН-2002               | --    |
| 59 | 30/01/2002 | ПАР-Марокко            | Сегу         | 3-1            | КАН-2002               | --    |
| -- | ---------- | ---------------------- | ------------ | -------------- | ---------------------- | ----- |